# Пурпурна ружа Каира
Пурпурна ружа Каира (енгл. The Purple Rose of Cairo) је амерички љубавни фантастични хумористичко-драмски филм из 1985. године, режисера и сценаристе Вудија Алена, у коме главне улоге тумаче Мија Фароу, Џеф Данијелс и Дени Ајело. Инспирисан филмовима Шерлок Млађи, Hellzapoppin и Шест лица тражи аутора, овај филм је прича о филмском лику по имену Том Бакстер који напушта фикциони филм истог имена и улази у стварни свет.
Филм је објављен 1. марта 1985. године. Освојио је награду БАФТА за најбољи филм, док је Ален добио неколико номинација за сценарио, укључујући Оскара, награду БАФТА и награда Удружења сценариста Америке. Ален га је сврстао међу своје најбоље филмове, заједно са Сећањима на звездану прашину и Завршним ударцем.

## Радња
Смештен у Њу Џерзију током Велике депресије 1935. године, филм прати причу о Сесилији, неспретној конобарици која одлази у биоскоп како би побегла од свог мрачног живота и брака без љубави са насилним Монком, који је у бројним приликама покушала да напусти.
Најновији филм који Сесилија гледа је Пурпурна ружа Каира. То је прича о богатом драмском писцу са Менхетна по имену Хенри који одлази на егзотични одмор у Египат са пријатељима Џејсоном и Ритом. Док су у Египту, њих троје упознају археолога Тома Бакстера. Том долази на „луди викенд на Менхетну” где се заљубљује у Кити Хејнс, певачицу у ноћном клубу Копакабана.
Након што Сесилија погледа филм неколико пута, Том, приметивши је, разбија четврти зид и излази из филмског црно-белог света у стварни свет у пуној боји на другој страни биоскопског платна. Он каже Сесилији да га привлачи након што ју је приметио да га толико пута посматра, а она га води по свом граду у Њу Џерзију. Касније је уводи у филм где проводе сјајно вече у граду у оквиру филма. Њих двоје се заљубљују. Али између ова два догађаја, пребег лика из филма је изазвао неке проблеме. У другим копијама филма, други су покушали да изађу са платна. Продуцент филма сазнаје да је Том напустио филм и лети у Њу Џерзи са глумцем Гилом Шепардом (глумац из „стварног живота” који игра улогу Тома у филму). Ово поставља необичан љубавни троугао који укључује Тома, Гила и Сесилију. Сесилија мора да бира између њих и одлучује да изабере стварну Гилову личност, а не измишљену фигуру Тома. Она одустаје од шансе да се врати са Томом у његов свет, бирајући да остане са Гилом и има „прави” живот. Након тога коначно напушта мужа.
Међутим, Гилова љубав према Сесилији била је лажна – удварао јој се само да би натерао Тома да се врати у филм и тако спаси своју холивудску каријеру. Гил напушта Сесилију и тихо је изнервиран од кривице на свом лету назад у Холивуд. Пошто је остала без љубавника, посла и куће, Сесилија се поново урони у пенушаво бекство Холивуда одласком у биоскоп. Последња сцена приказује Сесилију како седи сама у биоскопу и гледа Фреда Астера и Џинџер Роџерс како плешу уз песму „Cheek-to-Cheek” у филму Цилиндар, и на крају се губи у шарму филма.

## Улоге
| Глумац        | Улога                    |
| ------------- | ------------------------ |
| Мија Фароу    | Сесилија                 |
| Џеф Данијелс  | Том Бакстер / Гил Шепард |
| Дени Ајело    | Монк                     |
| Едвард Херман | Хенри                    |
| Џон Вуд       | Џејсон                   |
| Дебора Раш    | Рита                     |
| Зои Калдвел   | грофица                  |
| Ван Џонсон    | Лери Вајлд               |
| Карен Ејкерс  | Кити Хејнс               |
| Мајло О'Шеј   | отац Донели              |
| Дајана Вист   | Ема                      |
| Мајкл Такер   | Гилов агент              |
| Глен Хедли    | проститутка              |

Мајкл Китон је првобитно добио улогу Тома Бакстера/Гила Шепарда, пошто је Ален био обожавалац његовог рада. Ален је касније сматрао да је Китон, који је добио смањену плату да би радио са редитељем, био превише савремен и тежак за прихватање у тој улози. Њих двојица су се пријатељски разишли након десет дана снимања и Данијелс је заменио Китона у улози.

## Продукција
Неколико сцена са Томом и Сесилијом смештене су у забавни парк на Бертранд Ајланду, који је затворен непосредно пре продукције филма. Многе спољне сцене снимљене су у Пирмонту, Њујорк, селу на реци Хадсон, око 15 миља северно од моста Џорџа Вашингтона. Фронте продавница имале су лажне фасаде које су одражавале амбијент из доба Велике депресије. Филм је такође снимљен у ресторану „Raritan Diner” у Саут Ембоју, Њу Џерзи. Вуди Ален је затворио Кент театар на Кони Ајленд авенији у Бруклину, кварту у којем је одрастао, да би тамо снимао.
У ретком јавном наступу у Националном филмском театру 2001. године, Вуди Ален је навео Пурпурну ружу Каира као један од само неколико својих филмова који су на крају били „прилично блиски ономе што сам желео да урадим” када је кренуо да га пише. Ален је изнео више детаља о пореклу филма у коментару који је дао годину дана раније, током новинарске промоције за филм Ситни преваранти:
Пурпурна ружа Каира је био филм за који сам се једноставно закључао у собу [да бих га написао].... Писао сам га и, на пола пута, није отишао нигде и оставио сам га по страни. Нисам знао шта да радим. Поигравао сам се другим идејама. Тек када ми је синула идеја, много времена касније, да прави глумац дође у град и да она мора да бира између глумца на платну и правог глумца, а она изабере правог глумца и он је остави, тада је било време да постане прави филм. Пре тога није био. Али цела ствар је произведена. 

## Музика
- „Cheek to Cheek” (1935) − написао Ирвинг Берлин − отпевао Фред Астер
- „I Love My Baby, My Baby Loves Me” (1925) − музика Харија Ворена − отпевао Џеф Данијелс са Лоретом Тапер која је свирала клавир[7]
- „Alabamy Bound” (1925) − музика Реја Хендерсона − одсвирала Синтија Сејер − отпевао Џеф Данијелс
- „One Day at a Time” − написао Дик Хејман − отпевала Карен Ејкерс[8]

## Пријем

### Зарада
Филм је издат је у Северној Америци 1. марта 1985. у 3 биоскопа, где је током првог викенда зарадио 114.095 долара. Касније је његов укупни амерички бруто износ износио 10.631.333 долара.

### Критике
Филм је добио позитивне критике и тренутно има рејтинг одобравања од 93% на сајту Rotten Tomatoes, на основу 40 рецензија, са просечном оценом 8/10, са критичком консензусом сајта који гласи: „Лагана и слатка, Пурпурна ружа Каира стоји као један од инвентивнијих — и очаравајуће хировитијих — филмова Вудија Алена.” Филм такође има оцену 75 од 100 на сајту Metacritic, на основу седам критичара, што указује на „генерално повољне критике”.
Роџер Иберт из новина Chicago Sun-Times дао је филму четири од четири звездице, написавши: „Пурпурна ружа Каира је смела и духовита и има доста доброг смеха, али најбоља ствар у филму је начин на који га Вуди Ален користи да се поиграва са самом суштином стварности и фантазије.” Часопис Time Out је такође позитивно оценио филм, рекавши да „звездани пар, Фароу и Данијелс, чини чуда са фантастичним емоцијама, док Аленова режија улаже довољно пажње, духовитости и топлине да би се филм истински покренуо”. Винсент Кенби из новина The New York Times оставио је неке од најсјајнијих савремених похвала, написавши: „Моје дивљење господину Алену се простире на све који су повезани са Пурпурном ружом Каира — на све глумце, укључујући господина Данијелса, господина Ајела, Дајану Вист и глумце унутар фикционог филма; Стјуарт Вурцел, дизајнер продукције, а посебно Гордон Вилис, директор фотографије, који се одлично забавља опонашајући изглед филма у који се Сесилија заљубљује, као и у стварању стила који одговара депресивним временима који обликује тај унутрашњи филм.” Кенби је закључио са: „Не могу да верујем да ће година донети било шта што би се могло изједначити са Пурпурном ружом Каира. Са 84 минута, он је кратак, али скоро сваки од тих минута је блажен.”

## Награде
| Награда                                        | Категорија                                                                | Номиновани                 | Исход      |
| ---------------------------------------------- | ------------------------------------------------------------------------- | -------------------------- | ---------- |
| Оскар                                          | Најбољи оригинални сценарио                                               | Вуди Ален                  | Номинација |
| Награде БАФТА                                  | Најбољи филм                                                              | Роберт Гринхат и Вуди Ален | Освојено   |
| Награде БАФТА                                  | Најбољи оригинални сценарио                                               | Вуди Ален                  | Освојено   |
| Награде БАФТА                                  | Најбоља глумица                                                           | Мија Фароу                 | Номинација |
| Награде БАФТА                                  | Најбољи визуелни ефекти                                                   | R/Greenberg Associates     | Номинација |
| Награде Бодил                                  | Најбољи неевропски филм                                                   | Вуди Ален                  | Освојено   |
| Награде Бостонског друштва филмска критичара   | Најбољи сценарио                                                          | Вуди Ален                  | Освојено   |
| Кански филмски фестивал                        | Награда FIPRESCI                                                          | Вуди Ален                  | Освојено   |
| Кастинг друштво Америке                        | Награда Артиоис за за најбољи кастинг у хумористичком дугометражном филму | Џулијет Тејлор             | Номинација |
| Награде Сезар (1986)                           | Најбољи страни филм                                                       | Вуди Ален                  | Освојено   |
| Fotogramas de Plata                            | Најбољи страни филм                                                       | Вуди Ален                  | Освојено   |
| Француски синдикат филмских критичара          | Награда критичара за најбољи страни филм                                  | Вуди Ален                  | Освојено   |
| Награде Златни глобус                          | Најбољи филм – мјузикл или комедија                                       | Роберт Гринхат             | Номинација |
| Награде Златни глобус                          | Најбољи сценарио                                                          | Вуди Ален                  | Освојено   |
| Награде Златни глобус                          | Најбољи глумац у филму – мјузикл или комедија                             | Џеф Данијелс               | Номинација |
| Награде Златни глобус                          | Најбоља глумица у филму – мјузикл или комедија                            | Мија Фароу                 | Номинација |
| Филмске награде Хочи                           | Најбољи филм на страном језику                                            | Вуди Ален                  | Освојено   |
| Награде Круга лондонских филмских критичара    | Филм године                                                               | Филм године                | Освојено   |
| Филмске награде Маиничи                        | Најбољи страни филм                                                       | Вуди Ален                  | Освојено   |
| Награде Националног друштва филмских критичара | Најбољи филм                                                              | Роберт Гринхат             | 2. место   |
| Награде Националног друштва филмских критичара | Најбољи сценарио                                                          | Вуди Ален                  | 2. место   |
| Награде Удружења сценариста Америке            | Најбољи сценарио написан директно за филм                                 | Вуди Ален                  | Номинација |

Часопис Time је прогласио филм једним од „100 најбољих филмова свих времена”.
Листе Америчког филмског института
- 100 година АФИ-ја... 100 комедија – номинован[16]
- 100 година АФИ-ја... 100 љубавних прича – номинован[17]
- АФИ-јевих 10 топ 10 – номинован за филмску фантастику[18]

## Наслеђе
Године 1991, Џеф Данијелс је отворио позоришну трупу Пурпурну ружу у свом родном граду Челсију, Мичиген. Позориште је добило име по Пурпурној ружи Каира.